# Stéphane Duhamel
Pour l’article homonyme, voir Duhamel.
Stéphane Duhamel est un dirigeant de médias français, né en 1951 à Neuilly-sur-Seine.
Il a réalisé l'essentiel de sa carrière à RTL, puis dans le groupe de presse La Provence.

## Biographie

### Jeunesse
Stéphane Duhamel est le fils de Jacques Duhamel (1924-1977), qui fut directeur de cabinet du président du Conseil, le radical Edgar Faure, puis trois fois ministre sous la présidence de Georges Pompidou.
Sa mère, Colette Rousselot (1924-2008), a travaillé dans l'édition après avoir hérité avec sa sœur Nadine Bolloré d'une partie importante des actions de leur beau-père, l'éditeur Maurice Bourdel, dans les Éditions de la Table ronde ; elle avait épousé en secondes noces Claude Gallimard, après la mort de Jacques Duhamel.
Stéphane Duhamel est le frère d'Olivier Duhamel, politologue, et de Gilles Duhamel, inspecteur général des affaires sociales.
Il fréquente pendant deux ans le collège de l'Arc à Dole, dont une année de pensionnat.

### Carrière professionnelle
En 1982, Stéphane Duhamel entre à RTL. 
Selon L'Express, il est en 1997, la « cheville ouvrière » de la radio RTL, aux côtés de Philippe Labro qui dirige la station.
En 1998, lors de la transformation d'IP France, qui régit notamment RTL, en société anonyme à conseil de surveillance et directoire, il est alors directeur général adjoint des programmes de RTL, et devient vice-président du directoire.
En mars 2000, il est nommé directeur général d'Ediradio, maison mère de RTL,. Directeur général du pôle radio, il supervise les activités de RTL, RTL2, Fun Radio et IP, la régie publicitaire du groupe. La même année, Stéphane Duhamel, devenu directeur général des programmes de RTL, veut rajeunir la grille de la station,. Il lance une opération mal préparée selon Le Point. Il écarte Philippe Bouvard des Grosses Têtes, le présentateur étant âgé de 70 ans, et le remplace par Christophe Dechavanne. Il procède de même avec Fabrice et Georges Lang. Selon Jean-Jacques Bourdin, en quatre mois de « jeunisme », la radio dirigée par Stéphane Duhamel voit son audience chuter de 25%, soit deux millions d'auditeurs en moins. Il perd son poste de directeur général et quitte la station en décembre 2000,,, moins d'un an après sa promotion.
Au moment de son départ, Rémy Sautter, PDG en 2000 de la radio, déclare que Stéphane Duhamel a joué pendant de nombreuses années un « rôle majeur [...] dans les succès de RTL, dans les développements de RTL2 et de Fun Radio, dont il a été président », et Stéphane Duhamel a contribué « aux performances de la régie IP », filiale publicitaire du groupe, dont il a présidé le conseil de surveillance,.
En avril 2001, il est nommé directeur général du groupe La Provence. Il devient président-directeur général du groupe en mai 2003, poste qu'il occupe jusqu'en janvier 2008. Le conseil d'administration de La Provence déclare que son départ fait suite à un « désaccord avec le nouvel actionnaire, le groupe Hersant Média, concernant l'organisation du groupe La Provence ». 

### Décoration
En 2004, il se voit décerner la Légion d'honneur. Il a alors 29 ans d'activité professionnelle.